# Johan Padan a la descoverta de le Americhe (film)
Johan Padan a la descoverta de le Americhe è un film d'animazione italiano del 2002 diretto da Giulio Cingoli, trasposizione dell'omonima opera teatrale del 1991 di Dario Fo.

## Trama
Johan Padan è un giovane bergamasco che, scappato da un campo di addestramento militare dei Lanzichenecchi, si ritrova a Venezia. Viene inseguito dalle guardie per aver creato confusione tra le barche del corteo reale, ma riesce a scappare e incontrare la sua fidanzata: una strega che prevede il futuro in cambio di soldi. Le guardie la arrestano, mentre Johan riesce a scappare e imbarcarsi su una nave per Siviglia. Lì incontra un venditore di fuochi d'artificio, che gli propone di lavorare assieme. Durante le celebrazioni per un viaggio nelle Americhe, Johan, incuriosito da quello che sta succedendo, inciampa e spinge uno dei sacerdoti, accendendo involontariamente i fuochi proprio vicino alla nave. Viene quindi scoperto e inseguito di nuovo dalle guardie, da cui si salva imbarcandosi su una delle tre caravelle della Regina di Spagna.
Nella nave incontra uno stalliere di nome Pedro Hésteban de Reva conosciuto come "Trentatrippe" e il cavallo del capitano Narvaez Hàvierre Ernesto Moriglio Planco, che ribattezza "Pataplan".
A seguito di un naufragio, Johan e Trentatrippe incontrano degli Indios che lo portano al villaggio dal loro capo Cacicco. Inizialmente amichevoli, gli indigeni tentano poi di mangiare i due malcapitati, che si salvano solo facendo loro credere che Johan è uno stregone. Conquistata la loro fiducia, Johan condivide con il popolo degli Indios la sua cultura, i pensieri e la religione cristiana. Insegna loro delle migliori tecniche di combattimento, impedendo ai conquistatori spagnoli di attraccare sulla terraferma anche negli anni successivi.
Johan e Trentatrippe restano, infine, a vivere con gli Indios in libertà e armonia.

## Personaggi
- Johan Padan: è il protagonista del film, un giovane bergamasco che, scappato da un campo di addestramento militare, si ritrova a Venezia, poi a Siviglia ed infine nelle Americhe dove stringe amicizia con una tribù di Indios.
- Pedro Hésteban de Reva detto Trentatrippe: è stato uno dei cuochi della Regina, ma diventa uno dei marinai della Regina per aver mangiato dei capponi; incontra Johan nella nave del capitano Narvaez e si occupa di curare gli animali della nave.
- Capitano Gonzalo Narvaez: è il capitano della Regina e il principale antagonista del film. È un uomo terribilmente avido, spregevole, spietato, crudele e senza cuore. Viene incaricato di trovare le ricchezze che offre il Nuovo Mondo e, per tutta risposta, imprigiona gli Indios e li schiavizza senza alcuna pietà.
- Ernesto Moriglio Planco, detto affettuosamente Pataplan: è l'ex-cavallo del capitano Narvaez, che ben presto diventerà quello di Johan.
- Capo Cacicco: è il capo degli Indios ed è molto fifone.

## Accoglienza
Il cartone animato è stato accolto in maniera generalmente positiva, con buone critiche sull'utilizzo delle tecniche d'animazione e sulla trama, considerata di importante critica sociale.